# Emre Belözoğlu
Emre Belözoğlu, né le 7 septembre 1980 à Istanbul en Turquie, est un footballeur international turc jouant au poste de milieu de terrain devenu entraîneur. Son père Mehmet était également footballeur.

## Biographie
Il commence le football à Zeytinburnu jusqu’à l'âge de 14 ans avant d’intégrer les équipes jeunes de Galatasaray puis les équipes séniors en 1996.

### Galatasaray (1996-2001)
Lancé par son entraîneur Fatih Terim, il fait ses premiers pas en professionnel à l'âge de 16 ans.  
Avec Galatasaray, il remporte quatre titres de champion de Turquie consécutifs en 1997, 1998, 1999 et 2000 et deux Coupes de Turquie en 1999 et 2000. 
Il gagne la coupe de l'UEFA en 2000 face à Arsenal aux tirs au but après un 0-0 dans le temps réglementaire puis la Supercoupe de l'UEFA, la même année, face au Real Madrid 2-1 après but en or.

### Inter Milan (2001-2005)
Il signe à l'Inter Milan où il est surnommé le "Maradona du Bosphore" et élu meilleur joueur du club en 2004.
Il remporte la coupe d'Italie en 2005 face à la Roma (2-0 et 1-0), c'est le seul titre remporté avec le club italien. 

### Newcastle United (2005-2008)
Il rejoint la Premier League anglaise dans le club de Newcastle United pendant trois saisons, il inscrira un très beau coup franc le 23 octobre 2005 dans le derby face à Sunderland.
Il remporte la coupe Intertoto en 2006.
Sa période anglaise sera ternie par des affaires d'accusation de racisme d'El hadji Diouf et Alhassane Bangura, toutes deux démenties par Emre, ce qu'il le poussera à quitter l'Angleterre.

### Fenerbahçe (2008-2012)
De retour dans son pays natal le 1er juin 2008 à Fenerbahçe pour un montant de 11 millions d'euros et signe un contrat de 4 ans devant les médias le 23 juillet, provoquant une véritable colère des supporters de Galatasaray, son club formateur et ennemi juré de Fenerbahçe.
Champion de Turquie en 2011, vainqueur de la coupe en 2012, de la super coupe en 2009 et à titre personnel, il est élu joueur de l'année du championnat en 2010.
Il sera de nouveau accusé de racisme en 2012 par Didier Zokora, milieu de terrain de Trabzonspor. Emre s'en excusera en conférence de presse et dira "Dans le feu de l'action, on dit parfois de mauvaises choses. J'ai utilisé un mot stupide". La cour criminelle d'Istanbul le condamnera en 2014 à deux mois et deux semaines de prison avec sursis pour insultes à caractère raciste.

### Atlético Madrid (2012-2013)
Le 30 mai 2012, Emre s'engage avec l'Atlético Madrid où il retrouve son compatriote Arda Turan et remporte la supercoupe de l'UEFA face à Chelsea.

### Retour à Fenerbahçe (2013-2015)
Janvier 2013, il retourne dans son ancien club Fenerbahçe pour 350 000 € jusqu'en juin 2015. 
Il remporte le championnat en 2014 et la coupe en 2013.

### Istanbul Basaksehir (2015-2019)
En fin de contrat à Fenerbahçe, il s'engage avec le club d'İstanbul Başakşehir à partir de la saison 2015-2016.
Capitaine, il est vice-champion de Turquie et finaliste de la coupe en 2017, la meilleure performance de l'histoire du club.
Qualifié pour la Ligue des champions de l'UEFA 2017-2018 mais éliminé par le Séville Fútbol Club en barrage, reversé du coup en Ligue Europa 2017-2018 en terminant 3e d'un groupe composé du Sporting Clube de Braga, du Ludogorets Razgrad et d'Hoffenheim.

## Sélection nationale
Il connait sa première sélection avec la Turquie le 23 février 2000 contre la Norvège. Il marqua son premier but en équipe nationale le 6 juin 2002 en phase de groupe de la Coupe du monde de football de 2002 face au Costa Rica.
Il dispute une coupe du monde en 2002 où il finit troisième en remportant la petite finale face au co-organisateur la Corée du Sud et un Euro en 2008 éliminé en demi finale par l’Allemagne, il n'avait cependant pas participé à l'Euro 2000 où il était blessé et n'a pas été sélectionné pour l'Euro 2016 organisé en France, la Turquie s'était qualifiée pour ces deux éditions.
Il compte 101 sélections pour 9 buts.
Le 16 novembre 2005 lors des barrages du Mondial 2006 qui opposent la Turquie et la Suisse, le match voit l'élimination de la Turquie et se termine en bagarre générale dans le couloir des vestiaires entre plusieurs joueurs des deux camps dont Emre. La FIFA le condamnera à six matches de suspension ferme et 10 000 € d'amende, d’autres joueurs suisses et turcs seront également sanctionnés.

## Vie privée
Emre épouse Tuğba Gürevin le 2 janvier 2009 à Istanbul. Le couple a deux enfants : un garçon, Omer Akif, né le 22 mars 2011 et une fille, Zeynep Neda, née le 26 janvier 2015.

## Palmarès

### Avec Galatasaray SK
- Championnat de Turquie : 1997, 1998, 1999 et 2000
- Coupe de Turquie : 1999 et 2000
- Coupe UEFA : 2000
- Supercoupe de l'UEFA : 2000

### Avec l'Inter Milan
- Coupe d'Italie : 2005

### Avec Newcastle
- Coupe Intertoto : 2006

### Avec Fenerbahçe
- Supercoupe de Turquie : 2009
- Championnat de Turquie : 2011, 2014
- Coupe de Turquie : 2012, 2013

### Avec l'Atletico Madrid
- Supercoupe de l'UEFA: 2012

### Avec Istanbul Basaksehir FK
- Finaliste de la Coupe de Turquie : 2017
- Vice-champion de Turquie : 2017

### Distinctions personnelles
- Nommé au FIFA 100 par Pelé en 2004
- Meilleur joueur de l'Inter Milan : 2003
- Joueur de l'année en Turkcell Süper Lig : 2010